# Team Fortress 2
『Team Fortress 2』（チーム フォートレス ツー, 略称：TF2）は、Valve Softwareより2007年10月10日に発売されたファーストパーソン・シューティングゲーム。
対応プラットフォームはWindows（Steam）、Macintosh（Steam）、Linux（Steam）、 PlayStation 3、Mac OS X、Xbox 360（PS3/XB360版は『The Orange Box』に収録）。
PS3版はEAが開発したため、Orange Box内のTF2のサービスを2023年に終了したものの、Xbox 360版はクロスプレイができない代わりにいまだサービスが続行されている。さらに、Orange Boxの互換起動がXbox One、Xbox Series Xにおいても対応している。

## 概要
REDとBLUの2チームに分かれ、各種ゲームモードに則って勝敗を競う対戦型FPSゲーム。1チーム12人が参加でき計24人とゲームモードに則って勝敗を競う。
プレイヤーは計9名のキャラクター（職業）の中から1名を選択し、それぞれが持つ特徴や強みを活かして戦う。独特な60年代スパイアクション系の雰囲気と、イラスト風のコミカルなグラフィックが特徴。
現在は無料化されており、PC版はSteamをインストールすれば誰でもプレイする事が可能。但し無料化以降にゲームを始めたユーザーはアイテムボックスが最大50個などプレイ内容に若干の制限が付く。無料化以前からのユーザーと同等の恩恵を受けたい場合、何でもいいのでゲーム内アイテムを購入しプレミアムアカウントに昇格する必要がある。
元々Valveでは『Team Fortress Classic』（以下『TFC』）という作品を扱っていた。『TFC』は『カウンターストライク』と並びロングランタイトルになっていたため、『TF2』もこの作品の延長とする予定で『TFC』ロールアウト後にすぐに開発が始まった。しかし『TFC』にはバニーホップやコンクジャンプ、スポーンウィルスなどの「初心者お断り」の仕様が多数存在していたため、このまま発売したとしてもかつてのファンしか購入しないと踏んだValveは大幅な仕様変更に踏み切る。
その結果、「だれでもその職の強みを生かせば活躍出来る」ゲームへと変貌を遂げさせるとともに複雑な要素を全て排除。ライトユーザーを中心に「やりたくてもサーバーが満員で出来ない」と言われるまでのヒット作品になった。

### 開発の経緯
仮称『Team Fortress 2: Brotherhood of Arms』と名付けられたβ版はミリタリー志向の雰囲気で、12種類の職業を揃え、「指揮官システム」によりリアルな戦場を再現しようとした。しかし数ばかり多い上に迷彩服ばかりなので見分けが付かず、指揮官システムもどれだけ作りこんでも面白さが全く感じられなかった為、この計画を破棄すると同時に逆にキャッチーでコミカル、シンプルなゲームへの方針転換を決断する。
この為、開発に9年を要してしまったとされ（この間に指揮官システムはエレクトロニック・アーツの『バトルフィールド2』に搭載された）、その間に『TF2』はベーパーウェアの汚名を着せられて失望した有志により『TFC』をそのまま真っ当に進化させたMODゲームとして『Fortress Forever』が製作される事態となったが、発売によりそれらのユーザーが予想していた方向性をいい意味で完全に振り切る結果となった。

### 攻め側有利というゲームバランス
基本的にこの対戦型FPSゲームは待ち構えて対処出来る守備側が圧倒的に有利とされる。
これを『TF2』では攻撃側の復活時間が圧倒的に短く、守備側の本拠地に近づくほどさらに復活時間と拠点キャプチャー時間が短縮され、フラッグがタイマーでしか戻らないという、攻め側を試合実績に応じて優遇するというゲームバランスに仕上げている。
これはずっと防衛場所で隠れているキャンパーへの一つの対策であるとともに、一方が強すぎる時に延々とやられ続けないように手早くそのラウンドを終了させるという配慮も兼ねている。

## ゲームモード
CP（コントロールポイント）
片方のチームが常に防衛・もう片方が常に攻撃…という『Unreal Tournamentの』アサルトモード系A/Dと、両方が攻守両方を行って陣地を押し合う『バトルフィールド』のコンクエスト系5CPの2種類が用意されている。
各CPに乗って規定秒数経過すればキャプチャーとなり、次のCPを取りに行く。最終CPをキャプチャー出来れば攻撃側の勝利。攻守が分かれるA/Dマップでは規定時間まで最終CPをキャプチャーされなければ防御側の勝利となる。
通常では最前面のCP以外はロックが掛かっており、乗ってもキャプチャーする事は出来ない。前面のCPをキャプチャーする事でロックが順番に解除され、次のCPに目標が変わる、と言う按配になる。これを逆手に取り先に次のCPに潜入して待ち伏せ、前のCPがキャプチャーされた瞬間に乗って敵の防衛者がやって来ないうちにキャプチャーを開始する、と言う戦法（通称裏取り）もある。中にはロックがかかっておらずどこからでも攻められるマップや、最終CPには例外的にロックが掛かっておらず一瞬の隙を突いて決着をつけられてしまう、と言った変わったマップもある。
攻撃側プレイヤーが敵のCPに一定時間乗り続ければそのCPをキャプチャーできる。より多くの人数が乗っているほどキャプチャータイマーは早く進む。
ただし、防御側のプレイヤーが誰か１人でもCPに載っている場合はキャプチャータイマーが進まなくなる。しかし攻撃側を排除してもすぐにはタイマーが戻らないため、攻撃側はいかに継続的な攻めを行うか、防御側は的確に攻撃側を排除しタイマーを巻き戻すかの勝負になる。
TC（テリトリーコントロール）
CPを互いにキャプチャーし合うのはコンクエスト系CPマップと共通であるが、マップを小分けした6つの陣地を取り合う多ラウンド制ルールとなっており、一度CPをキャプチャーされると別マップで仕切り直しとなる。この時次にどの組み合わせで始まるか分からない為程よい緊張感が持続する、とValveは説明している。
マップ陣地内のCPは互いの1つずつしかないため、わずかなミスが命取りとなるスリリングさが魅力となっている。ただ、この種類のマップは絶対数が少なく、あまり目にする事はない。
CTF（キャプチャーザフラッグ）
相手陣地内に置いてあるブリーフケースを奪取し、自陣のキャプチャーポイントまで持ち込めば得点となる、スポーツ系FPSでは定番のモード。『Quake』のMODとして作られた初代チームフォートレスが元祖に作ったルールである。
ただ、本作からの非定番な設定として、防御側が落ちた自チームのブリーフケースに触っても即座に戻せない仕組みとなっており、一度取られてしまうとタイマー（通常は60秒）を経過させるまで、その場で防衛する必要がある。
画面の下部に専用のHUDが出現し、両チームのブリーフケースの状況（定位置にあるか、誰かが持っているか、フィールドに落ちているか、それらがどの方向にあるか）が即座に分かるようになっている。自分がブリーフケースを持っている場合はキャプチャーポイントのある方向が指示される為、その通りに進めば道に迷ってしまいかえって奪取が困難な場所に落としてしまう、と言った事態も回避できるように工夫されている。
変形版として、自陣のブリーフケースを敵陣のCPに持って行く、1つのブリーフケースを奪い合いどちらかの（自陣に持ち帰る設定も敵陣に持って行く設定もある）CPに持っていく（TFC時代の「プッシュ」に近い）、と言うマップもある。
PL（ペイロード）
CPの変形。味方リスポーン前に置かれているトロッコを、中継地点CPを経て最終地点まで到達させるのが目的。前作でのハンテッドルールが無くなった事に対する置き換え（護衛する対象がトロッコになった）である。
攻撃側がトロッコに近づくだけで動き出し、ある程度まで人数が多い程早く走る。防御側は一人でもそれに割り込む事で進行を止める事が可能で、トロッコから一定時間攻撃側を排除した場合、トロッコはゆっくり後退する。要するに一つで動き回る以外はCPとの差異は少ないと考えればよいが、トロッコは近づいた攻撃側のヘルスや弾薬を無限に補給する為、かなり攻撃側に有利となっている。
CTFと同じように、変形版として互いに一つのトロッコを押し合って相手のCPに持っていく、2つあるトロッコをチームごとに押してどちらが先にゴールイン出来るか競走する、レールが円状に配置されており2台のトロッコで追いかけっこをする、と言った設定のマップもある。
PLR（ペイロードレース）
ペイロードレースはペイロードを元にした別のゲームモードで、REDとBLUチーム両方がペイロードを所持している。敵チームより早くペイロードを最終地点まで押したら勝利となる。相手チームのペイロード付近に留まると進行が停止する。
DM（デスマッチ）
特に目的は無く、ただチーム戦で殺し合うだけのマップ。パブリックサーバーで人が集まる時間帯にまだあまり集まっていない時の時間潰しとして回されるケースが多い。公式マップではほとんど採用されておらず、カスタムマップとしても作られる数は多くは無いが、重力を非常に低く設定したり、格闘武器のみで戦う（メディーバル準拠の）設定にしたり等の一風変わった状況を前提にマップを構成しているなど、趣向を凝らしたものが多い。
ARENA（アリーナ）
少人数決戦型のマップ。このルールでは死ぬと次のラウンドまで復活は出来ない。敵を全員殺すか、ラウンド開始から一定時間後にロックが解除されるCPをキャプチャすると勝利。チーム分けはランダムで行われ、ラウンドが変わるごとにシャッフルされる。ヘルスパックは全く無いか、あっても非常に少ない。一般にマップは狭く、水場も少ない。
KOTH（キング・オブ・ザ・ヒル）
アップデートによりカスタムマップから公式マップへと格上げされた。CPの亜種ルールで、1つのCPを奪い合う。両チームがそれぞれ同じだけの持ち時間を持っており、CPを取ると画面上部のタイマーが動き出し、どちらかのタイマーが0になるまでCPを守り続けることが出来た方の勝利となる。
Medieval（メディーバル）
基本的にはCPのA/Dなどと変わりはないが、「中世」の名前通りに銃器が一切使えない。遠距離攻撃の手段は弓やクロスボウなどに限られるため、必然的に打撃武器での殴り合いが多くなる独特なモード。
ちなみにチャットで一部の英単語を打つと、古期英語風に変換されて表示される様になっている。頻繁に用いられる単語はもちろん、クラスの名称も変換されるほか、侮辱語の変換リストは非常に多い。
SD（スペシャル・デリバリー）
CTFとPLとKOTHが合わさったような特殊なゲームモード。マップの端にあるブリーフケースを反対側にあるロケットまで持っていき、ブリーフケースを持ったプレイヤーがロケットの側にある昇降リフトに乗るとリフトが上がっていく。最終的にリフトを上げきってロケットのハッチにブリーフケースを入れたチームが勝者となる。
MvM（マン・バーサス・マシーン）
Co-opに当たる、アップデート追加された新規モード。大量に出現するロボットが基地まで爆弾を運ぶのを阻止するのが目的。6人で数十・数百のロボットを相手にする事になるが、敵はプレイヤークラスのものを強化したものが出現する。ロボットを撃破すると札束を落とし、集める事で武器や耐性を強化する事が出来る。
有料のチケットを購入する事で公式サーバでプレイすることができ、決められた複数のミッションをクリアする事で貴重な武器を手に入れる事が出来る。
これらの他にも、サーバーによって以上のルール枠に囚われない多彩な形式のカスタムマップが多数展開されていることがある。

## クラスと特徴
TFCからのクラス制度は継続しているが、とにかく1クラス1能に近いゲーム性になっている。各クラスの武装は基本的に3種類に絞られており、「メインの武器」「サブの武器」「近接格闘用の武器」（エンジニア、スパイはその他に攻撃能力の無い各種デバイスを持つ）となっている。格闘武器はTFC時代と比べ大幅に威力が向上し、チャンスを見極めれば止めの一撃に十分に使えるようになった。アーマーの概念は廃止され、ヘルス（体力）のみに一本化された。弾薬は例外を除きほとんどが専用弾で、共用や譲渡は出来なくなった。死ぬと使っている武器を落とし、これを拾うことで所持武器の全弾薬が50％補充されると言う形式になった。一部のクラスの名称は「長ったらしい」と言う理由で、略称であったものが正式名称として採用されている。前作にいた「ハンテッド」は専用のゲームモードが無くなった為に今作では登場しない。
スカウト（Scout）
英語版声優：ネイサン・ヴェタレイン
ヘルス：125
移動速度：133%
特殊能力：二段ジャンプ、キャプチャースピード二名分
初期所持武器：散弾銃（スキャッターガン）、ピストル、 アルミ製野球バット。
ボストンの野球ファンの陽気な若者。全クラス最速のスピードを持ち、さらにペイロード進行を含むキャプチャー速度に関しても一人で二人分の働きが出来る。
哨戒や囮役・電撃戦等のスピードが求められる任務には最適だが、ヘルスが125しか無く正面突破が難しいので、相手の動きをかわす能力がプレイヤーに必要とされる。近距離へ飛び込んで散弾銃を叩き込み素早く距離を置くという、ヒット＆アウェイがセオリーになる為、他のクラスよりも上級者向けのクラスなっている。
ソルジャー（Soldier）
英語版声優:リック・メイ
ヘルス：200
移動速度：80%
特殊能力：ロケットジャンプ
初期所持武器：ロケットランチャー、ショットガン、シャベル。
独力で第二次世界大戦に参加した歴戦の兵士（軍隊には所属経験無し）。
移動速度・弾速ともに遅いが中距離までで高い攻撃力を持つロケットランチャー、それを自分の足下に撃ち込みヘルスを犠牲に大ジャンプするロケットジャンプによる奇襲も可能で、攻撃の要となるクラス。200ヘルスは全クラス中2位のタフネスである。
（他のクセのあり過ぎるクラスに比べれば）扱いやすさや目的のわかりやすさはピカイチで、近距離から遠距離、初心者から上級者までオールラウンドな実力を発揮する前衛戦闘職。
パイロ（Pyro）
英語版声優：デニス・ベイトマン
ヘルス：175
移動速度：100%
特殊能力：防火服
初期所持武器：火炎放射器、ショットガン、非常用消防斧。
防火服に身を包んだ放火魔。ガスマスク着用のせいで何を言っているのか分からない。（システム音声を英語以外にしてもこのキャラだけ吹き替えがされない）。
メインウェポンの射程は短いが、近距離戦においては相手の視界を遮る意味でも尖った強みを持つクラス。ヘルス175、前衛クラスの中では耐久力が低く移動速度が速い方なので奇襲を得意とする一方、相手の変装スパイを一瞬の火炎放射でチェックする（仲間なら燃えず、敵スパイならチームカラーで燃える）、自軍コントロールポイントでグルグル回りながら火炎放射で防御する、SGに飛んで来たロケットや爆弾、及びコントロールポイントに集まる敵を叩き落すなど、後衛としても重要な役割を持つクラスでもある。但し水のあるマップには弱い（火炎放射器は水中では使えず、燃やした敵も水に飛び込まれると鎮火してしまう）。
アップデートにより火炎放射器のセカンダリファイアとして圧縮空気を発射出来るようになり、ユーバーチャージのかかった敵を吹き飛ばす・飛んで来るロケットや爆弾を打ち返す、燃えている味方を消火する、などが出来るようになった。
デモマン（Demoman）
英語版声優：ゲーリー・シュワルツ
ヘルス：175
移動速度：93%
特殊能力：スティッキーボムジャンプ
初期所持武器：グレネードランチャー、スティッキーボムランチャー、ウイスキー瓶。
常にウイスキーを飲んでいる、隻眼のスコットランド人。Demolition（破壊）の名前通りに爆発物取り扱いのスペシャリスト。
表示上は防御・後衛クラスとして扱われるが、グレネードランチャーの火力から攻撃側で使っても充分強く、スティッキーボムによるエンジニア建造物の破壊など、パイロに引けをとらない攻守両用クラス。ヘルスもパイロと同じで175だが、射撃武器が基本的に鈍い（セカンダリーウェポンの粘着爆弾が動き回る敵と相性が悪く、グレネードランチャーも弾速が遅く山なりに飛ぶため遠距離で直撃させるのは難しい）ため、このクラスで戦果を勝ち取るには相応の熟練を要する。
ヘビー（Heavy）
英語版声優：ゲーリー・シュワルツ
ヘルス：300
移動速度：77%
特殊能力：重量（爆風による吹き飛び低減）。
初期所持武器：ミニガン、ショットガン、 拳。
巨漢のロシア人（時代設定上は旧ソ連人と言った方がより正確であろう）。サーシャという愛称のミニガンを愛用（本人の弁によれば「12秒こいつで遊ぶのに40万ドルかかる」とのこと。1発200ドルのカスタム弾を毎分1万発で撃ちだす150kgのミニガンとされる）。
ヘルス300と全クラス中最大、しかし移動速度は全キャラ中最低。ミニガンの発射中は更に遅くなるがその威力は絶大、さながら移動式防衛砲台である。
余談だが彼のアンロック武器であるボクシンググローブにはK.G.B.（Killing Gloves of Boxing）、G.R.U.(Gloves of Running Urgently)といった名前のものがある。
エンジニア（Engineer）
英語版声優：グラント・グッドイヴ
ヘルス：125
移動速度：100%
特殊能力：施設建造
初期所持武器：ショットガン、ピストル、レンチ。
テキサス出身の、非常に頭のいい技術者。
味方を防衛する自動砲台（セントリーガン）、味方の体力や弾数を回復するディスペンサー、味方をワープさせるテレポーターの建造が可能な防衛屋。どれも重要な施設だけに勝敗を左右することも多く、「下手なエンジニアの数=勝敗」と言われるほど重要なクラスである。
ただし直接攻撃は他のクラスでのセカンダリであるショットガンがプライマリであり、こちらのセカンダリウェポンはスカウトと同じピストル。ヘルスも125しかないため戦闘には向かない。
メディック（Medic）
英語版声優：ロビン・アットキン・ダウンズ
ヘルス：150
移動速度：107%
特殊能力：リジェネーション（体力自動回復）
初期所持武器：シリンジガン、メディガン、医療用骨鋸。
熱狂的な「医療殺人」の支持者であるドイツ人医師。台詞はところどころドイツ語が混ざっている。
味方の体力を回復させることが可能という、地味ながら重要なクラス。加えてヘルス150+自己回復という前線クラスに次ぐ耐久力と、スカウトに次ぐ足の速さを持つ。その代わり攻撃力自体はたいした事が無いため、裏方に徹するのが基本。
かなり手早い回復に加えヘルスブースト（ヘルスを一時的に最大値の150%まで回復出来る）、またユーバーチャージによる強力な支援が可能な為、いるといないとでは戦況が全く変わってくる。その為真っ先に命を狙われるクラスでもあり、立ち回りのよさが要求される。戦況を大きく左右するユーバーチャージについては後述。
スナイパー（Sniper）
英語版声優：ジョン・パトリック・ローリー
ヘルス：125
移動速度：100%
特殊能力：ヘッドショット
初期所持武器：スナイパーライフル、サブマシンガン、ククリ刀。
オーストラリアから来たプロの殺し屋。
スナイパーライフルのヘッドショットクリティカルに全ての存在意義があるクラスで、これが決まるとヘルス150以下のクラスはヘルスブーストがかかっていなければ即死、チャージすればブースト済みのヘビーですら即死に至る威力を持つ。
それだけにヘッドショットを決めるエイミング力と、誰から狙うのかという状況判断力がこのクラスでの戦果を完全に決める事になるので、下手な人がやるとエンジニアと並んで邪魔と呼ばれるクラス。
ヘルスは125なので、スナイパー合戦で先に外すと間違いなくカウンターで即死を食らうことになる事が多い。また今作では状態異常攻撃が軒並み削除されており、レッグショット（移動速度低下）も無くなっている。
スパイ（Spy）
英語版声優：デニス・ベイトマン
ヘルス：125
移動速度：107%（変装中は変装したクラスが自分より足の遅いクラスの場合のみ、それに合わせた速度に下がる）。
特殊能力：変装、バックスタブ、透明マント。
初期所持武器：リボルバー、エレクトロサッパー、バタフライナイフ
背広に覆面と言うシュールないでたちの、諜報活動の達人。時々フランス語を使う。
変装によって相手に紛れ込む、エンジニアの建造物を無効化・破壊するエレクトロサッパーの設置、相手の背後（範囲180度）からのナイフ攻撃(バックスタブ)を行い一撃死させることが出来る、敵を騙してヘルスを回復させられる、透明マントによって姿を隠せるなど、非常にトリッキーかつイヤらしいクラス。
ただしその役割と125ヘルスという脆弱さから前線での活躍は基本的に不可能で、対策に慣れた相手にとっては自ら近づいてくるカモでもある。巧みに相手プレイヤーの心理を突いて敵陣に紛れ込めるかがすべてを握る。

### 特殊状態
現在実装されている特殊状態は以下のものがある。
メディックのユーバーチャージ
ユーバーパワーが100%になった時に任意で、約8.8秒間メディックとメディガンで回復中の味方1名が無敵となる。但し爆発物等による吹き飛びの影響は倍増する。
メディックのクリティカルユーバー（アンロックウェポン）
アンロックウェポン「クリッツクリーク」を装備しているメディックのユーバーチャージは、約8秒間メディガンで回復している味方1名の攻撃が強制的にクリティカルヒット（ダメージが通常の約2～3倍に増加し、距離減衰が起こらなくなる。本来は特定の武器を除きランダムで発生する）となる。但し、通常のユーバーチャージと違い無敵効果は発生しない。
スパイの変装
巻き煙草ケース型変装キットを使い、敵・味方の全てのクラスに変装が出来る。変装したクラスが自分より移動速度が遅いクラスの場合移動速度はそれに合わせて下がるが、自分より速いクラス（メディック・スカウト）の場合は速度は上がる事は無い。変装開始から完了まで約4秒かかり、その間は煙が身体にまとわりつく。また変装中はテレポーターを使っても通常体にまとわりつく粒子が見えなくなる。何度でも変装を変える事が出来、透明化中でも変装の変更は可能。攻撃をすると即座に変装は解除される（エレクトロサッパーは例外）。
敵チームに変装中は敵デバイスには味方と認識されてSGに射撃される事は無く、ディスペンサーも使うことが出来る。敵メディックから回復やユーバーチャージを受ける事も可能。敵チームのプレイヤーの名前とヘルスを味方のそれと同じように見る事が出来る。ただし敵に見られた場合敵チームの誰かの名前を借りることになる（稀に見た者自身の名前になってしまう事もある）。ラジオチャットを使用した場合もその名前で敵チームに伝わる。敵には完全にその変装したクラスに見えるが、味方にはスパイが紙のお面をかぶっているように見える。但し敵側のスパイがこちらのスパイに変装した場合、ランダムでお面を被るようになるので緊急時に自分は味方だとアピールしたい際には変装を解除する必要がある。偽装している武器は自分の持っている武器のスロットと対応したスロットの物にいつでも変更可能（変更しないままで持ち替える事も出来る）。制限として、敵及び敵建造物をすり抜ける事は出来ない、敵チームに変装中はキャプチャー及びキャプチャー妨害が出来ない（味方チームに変装中は可能）、ブリーフケースを持つと変装は即座に解除され、手放すまで再度の変装は不可、等がある。
スパイの透明マント
ゲージが切れるまで敵及び敵セントリーガンから完全に見えなくなる。味方からは光の屈折でうっすらと確認出来る。その間は攻撃不可、但し変装は可能。最大で10秒間連続使用が可能。ゲージは使った分の3倍の時間で完全回復する。落ちている武器や弾薬箱を拾うか、ディスペンサーを使う事でも回復が可能。透明化中でもディスペンサーの使用は可能で、通常出る光線は見えないので敵地にディスペンサーがあれば気付かれなければ無限に隠れている事も出来る。使用開始から透明化完了まで1秒、透明化解除開始から攻撃可能まで2秒かかる。その間及び敵と接触した時、及び被弾した時は変装の状態に関係なく所属するチームの色で輪郭が浮かび上がって姿が見えてしまう。パイロに炎上させられた場合は透明化しても炎は消えない為、実質的に消火するまでの間透明化は無効化される。また同じく、スナイパーのジャラテによって被らされた尿は透明マントの回路をショートさせてしまうので、これも洗い流すまで透明化は事実上無効化される。透明化中はメディックから回復を受ける事は出来ない。また透明化中はブリーフケースの奪取は出来ず、一旦解除してから奪う必要がある。
現在はアンロックウェポンとして性質の違う透明化が可能（後述）。
スカウトの完全回避
約6秒間の間、単独でほぼ全ての攻撃を回避・無効化（事実上の無敵）出来る。おおよそユーバーチャージに準じた性質を持つが、こちらからの攻撃は出来ない。発動条件はアンロックウェポンの該当項目を参照。
無敵状態、回避状態、及び透明状態ではコントロールポイント上に乗ってもキャプチャー不可（キャプチャー阻止は可能）、ブリーフケースの所持不可となる（クリティカルユーバーは関係なく使用可能）。またブリーフケースを持った人に無敵ユーバーチャージを掛ける事も出来なくなっている（掛けても自分だけしか無敵にならない）。
バックパックパフ効果
ソルジャーのアンロック武器のバックパックを使えば範囲内にいる味方に、ブースト効果をつけることが出来る。ブーストの種類は「攻撃力増強」「スピードアップ」「クリティカル耐性」などがある。この武器を使用する際、ソルジャーは少しの時間無防備になるので味方が守れる立場で使用することが望まれる。

## アンロックウェポン
2008年4月29日の大型アップデートから追加された新要素。その職に関する実績を取得する事で追加される武器、初期武器と交換することで装備出来る。アップデートによりランダムドロップもするようになり、またこれらのアイテムを合成する事で新しい装備を作成する事も可能になった。Mann Co.ストアで有料購入も可能。いずれのアンロック武器も、基礎的な性能を持つ初期武器と比べてメリット・デメリットを併せ持つ特殊な性能が付与されている。

### メディック[21]
2008年4月29日アップデートで実装
The Blutsauger（ブルートザオガー）
自然回復量が減少する代わりに、攻撃をヒットさせると自分のヘルスが3だけ回復するシリンジガン。この回復量は距離による威力減衰はしない。連続ヒットすれば当たった数だけ回復する。
The Kritzkrieg（クリッツクリーク）
「Blitzkrieg（電撃戦）」と「Kritisch（クリティカル）」のかばん語。ユーバーチャージの効果が無敵からクリティカルヒットへと変化するメディガン。ユーバーゲージが普通より25%だけ早く溜まる。ゲームの進行中に交換した場合、それまで貯まっていたユーバーゲージは消えてしまう（現在は変更してもすぐには反映されなくなり、一旦死んでからの変更になるが、リスポーンポイントではすぐに変更が可能）。
The Ubersaw（ユーバーソウ）
攻撃スピードが20%遅いが、敵に一撃当てることでユーバーゲージを25%分チャージ出来る骨鋸。但し無敵状態の敵、及びエンジニアの建造物に当てた場合はチャージされない。この武器で挑発すると2段ヒットする(命中すれば50%チャージする)即死攻撃を行うが、攻撃速度は遅く実用的ではない。
2010年10月1日アップデートで実装
Vita-Saw
最大ヘルスが10減るが、死亡時に溜まっていたユーバーゲージを最大20%分まで保持して復活出来る骨鋸。
2010年12月17日のクリスマスアップデートで実装。これらはアイテムセット“The Medieval Medic”に含まれている。
Crusader’s Crossbow
敵に撃つとダメージを与えるが、味方に撃つと体力が回復するクロスボウ。ダメージ及び回復量は距離によって変わる。
Amputator
自動回復ヘルスが3ポイントに統一され、挑発時に周囲の味方を回復できる。
2011年6月23日アップデートで追加。これらはアイテムセット“治験”に含まれている。
Overdose
ダメージは減少するが、ユーバーチャージの溜まり具合によって移動スピードが増加するシリンジガン。
Quick-Fix
回復速度が速いが、チャージ発動などの能力としては弱まっているメディガン。
Solemn Vow
メディックのチャージ機能を発明したとされるZe Übermenschの像。 すべての敵のヘルスを見ることができる。

### パイロ[22]
2008年6月19日アップデートで実装
The Flare Gun（フレアガン）
照明弾を発射し、遠くの敵を燃やす事が出来る。即着ではない上に自由落下の放物線を描いて飛び、スプラッシュダメージも無い為当てるのが慣れないと非常に難しく、ダメージも多くはないので扱いにくい武器。ショットガンとの交換な為、水中に入ると消防斧を振るしか攻撃手段がなくなってしまうので注意が必要。
The Backburner（バックバーナー）
ダメージが通常の10%上昇、また背後（90度範囲）から攻撃すると必ずクリティカルヒットになる火炎放射器。但しそれ以外の方向からのクリティカルは発生しなくなり、また、圧縮空気1回が弾薬50（通常20）消費するようになる。当初はヘルスが50増えるボーナスがあったが、7月29日付けのアップデートで削除されている。
The Axtinguisher（アクスティングイシャー/消火斧）
「Axe（斧）」と「Extinguisher（消火器）」のかばん語。通常時の相手にはクリティカル無効となり更に通常の1/2のダメージしか入らないが、火がついている相手には必ずクリティカルヒットする非常用消防斧。この火は自分が着けたものでなくても構わない。
2010年3月18日アップデートで実装
The Homewrecker（スレッジハンマー）
ハンマー。エンジニアの建造物に対して200%のダメージを与えるが、対人では75%に減少する。また、味方エンジニアの建造物に取り付けられたサッパーを破壊する事が可能。
2010年10月1日アップデートで実装
Degreaser（ディグリーサー）
炎の延焼ダメージが25%減少する代わりに、武器の持ち替えが65%高速化される火炎放射器。
Powerjack（パワージャック）
ランダムクリティカルが無くなり、与ダメージが25%上昇、キル時にヘルスが75回復するハンマー。
Attendant
帽子。Degreaser、Powerjackと共に装備する事により、セット効果"Gas Jockey Gear"が発動、倒した相手に憎たらしい石碑を残す。
2011年6月23日アップデートで追加
Detonator
上記Flare Gunを改造し、照明弾を爆破できるようにしたものだが、自爆ダメージが追加された。
Reserve Shooter
装弾数を減らしたが、空中の敵に対してダメージが増加するショットガン。

### ヘビー[23]
2008年8月19日アップデートで実装
The Sandvich（サンドヴィッチ）
特製のサンドイッチ。食べると4秒間行動不能になる代わりにヘルスが300回復する。何度でも使えるが、再使用は一定時間待たないと出来ない。罵倒コマンドで使っても同じ効果が出る。水中では使えない。死亡時に落としたサンドヴィッチを誰かが拾うとヘルスが50回復する。セカンダリでサンドヴィッチを任意の場所に置く事が出来、拾ったプレイヤーはヘルスが50%回復する。置くとサンドヴィッチが無くなるので一時的に使用不能になるが、ヘルスが100%以上の状態でヘルスパックを取ると補給出来る。ショットガンと入れ替わるため、セカンダリーウェポンが使用不能になる。唯一キャラ以外でMeet the シリーズが存在するアイテムでもある。
Natascha（ナターシャ）
ダメージが25%減る代わりに、ヒットした敵の移動速度が一瞬だけダウンするミニガン。ミニガンの性質上、連続ヒットするため一度捉えれば敵は容易には逃げ出せない。
The Killing Gloves of Boxing（K.G.B.）
攻撃スピードが20%遅いが、パンチで敵を倒すと5秒間攻撃が必ずクリティカルになるボクシンググローブ。連続して倒すとさらに時間が延長される（累積はしない）。その間に他の武器に持ち替えてもクリティカル状態は持続する。これを装備すると罵倒のモーションが変わり、敵を倒す事は出来なくなる。
2010年3月18日アップデートで実装
The Dalokohs Bar
特製のチョコレート。食べると4秒間行動不能になる代わりにヘルスが60回復し、同時にヘルスの最大値が30秒間だけ50上昇する。任意の場所に置く事が出来ない以外の特徴はサンドヴィッチに準ずる。
2010年10月1日アップデートで実装
Gloves of Running Urgently（G.R.U.）
与ダメージが50%減少、装備している間移動速度が30%上昇し1秒毎に6のダメージを受けるボクシンググローブ。

### スカウト[24]
2009年2月25日アップデートで実装
Force-A-Nature（FAN）
銃身を極めて短く切り詰めたダブルバレルショットガン。威力が10%減る代わりに散弾の数が20%増える（総合的にはダメージはやや上回る）、2倍速い連射が可能、自分と当たった敵に強力なノックバックをもたらすという特徴があるが、装弾数が2発しかなく頻繁なリロードが必要となる。この武器のみ、1発しか撃っていない状態でリロードすると残弾を捨ててしまい1発無駄になる為、出来れば撃ち切ってからリロードしたい。ノックバックはダブルジャンプとは別に起こる為、うまくやればトリプルジャンプも可能。
The Sandman（サンドマン）
セカンダリアタックで野球のボールをノックすることが出来る木製バット。ボールを敵にヒットさせると一時的に攻撃不能に出来る（無敵ユーバーチャージ状態の敵には、以前は有効だったが後のアップデートで効かなくなっている）。スタン時間は飛距離に比例するため遠距離から打つほど効果が高く、最大距離で当てた場合はホームランとなり一切の行動が出来ない棒立ち状態に出来る。ボールは一発しか持てずフィールドの武器や弾薬箱からは補給出来ないので、さらにノックをしたい場合はボールを拾う（誰の打ったものでも構わない）か、ゲージの回復まで15秒程度待つか、リスポンルームの補給棚まで戻る必要がある。デメリットとしてはヘルスが15減少する為、ただでさえ低い耐久力がさらに減り、脆くなってしまう。
Bonk! Atomic punch（喉ごしガツン! アトミックパンチ）
エナジードリンク。飲むと6秒間全ての攻撃を回避（事実上の無敵）出来るが、その間は攻撃が出来なくなる。使用した後は一定時間待たないと再使用出来ない。また、敵の攻撃を一度でも受けると効果が解除された際に移動速度が一定時間低下する。ピストルと入れ替わるため、セカンダリーウェポンが使用不能になるのもデメリット。
2010年4月28日アップデートで実装
Crit-a-Cola（クリティコーラ）
Bonkのクリティカル版。飲むと6秒間全ての攻撃がクリティカル攻撃になる（メディックのメディガンとKritzkriegの関係と同じ）。その代わり、その間受けるダメージは全てミニクリティカルになってしまう。それ以外の特徴はBonkに準ずる。
2010年10月1日アップデートで実装
Shortstop
ピストル型4連発ショットガン。連射速度が20%高速化。有効射程範囲がショットガンより若干長く、集団性も高めなため、中距離の相手にも対応する。ショットガンとの交換だが、弾薬はピストルと共有。
Mad Milk
ミルクのような何かの詰まった瓶。投げつけると瓶が割れて中身を撒き散らし、掛かった敵に与えたダメージの75%を攻撃者が回復する（チームの全員に適用される）。また、火のついた仲間に当てると消火することができる。ピストルとの交換。
Holy Mackerel
サバ。バットとの交換。性能は通常のバットと全く同一だが、倒した相手に「サカナ・de・キル!」と言う精神を逆撫でするキルログを表示させる。
Milkman
帽子。Shortstop、Mad Milk、Holy Mackerelと共に装備する事により、セット効果"The Special Delivery"が発動、最大ヘルスが25増加する。

### スナイパー[25]
2009年5月21日アップデートで実装
The Huntsman
弓矢。ズーム不可、即時着弾しない、弾道が放物線を描く等のクセのある特徴を持つ代わりにチャージが1秒で完了するので連射が可能。その為、中距離からの遊撃に適している。ただしフルチャージでも威力はスナイパーライフルに及ばず、ヘルスブーストがされたヘビーだけは一撃で倒すことはできない。味方パイロに矢に着火してもらうと火矢に変わり、当たった敵は炎上する。長くチャージしたままでいると腕が疲れてしまい、集弾性が極端に低下する。
Jarate（ジャラテ）
尿瓶（文字通りガラス瓶に密封された尿そのもの）。「Jar（瓶）」と「KARATE」のかばん語（JARATEとはこの尿瓶自体の事ではなく、これを使った戦闘法を指す）。サブマシンガンとの交換となる。投げつけると瓶が割れて中身を撒き散らし、かかった敵は視界が悪くなり全ての被ダメージが30%増加される「ミニクリティカル」状態になる。味方に投げた場合はこの効果は無いが、火が着いていた場合は消火剤としての効果を発揮する。再び投げるには15秒程度待つか、補給棚に戻る必要がある。サンドマンと違い、落ちている瓶を拾ってもこのゲージは回復しない。
The Razorback（レイザーバック）
背中に背負う盾。サブマシンガンとの交換となる。スパイからのバックスタブを自動で1度だけ完全無効化し、そのスパイは2秒間だけ攻撃不可能となる。盾は一度で完全に壊れて時間経過による回復もないが、補給棚に戻ると再装備する事が可能。ちなみにその効果は純粋にそれだけに対するもので、通常のダメージを軽減する効果等は全く無い。
2010年5月20日アップデートで実装
Tribalman’s Shiv
鋸刃の付いた、焦げ茶色のククリ。ダメージが35%減少するが、敵を出血状態にさせる事が出来る。この状態は、水に入ったりヘルスキットを取っても回復しない事以外は、炎によるダメージと同じ性質を持つ。
2010年10月1日アップデートで実装
Sydney Sleeper
50%以上のチャージで、命中時にJarateの効果を発生させるライフル。但しヘッドショットとクリティカルが発生しなくなる。
Darwin’s Danger Shield
最大ヘルスが+25される盾。The Razorbackと同様、それ以外の効果は全く無い。
Bushwacka
斬り付けた際にミニクリティカルダメージが発生する状況であった場合、それを通常クリティカルダメージにするククリ。
Ol' Snaggletooth
帽子。Sydney Sleeper、Darwin's Danger Shield、Bushwackaと共に装備する事により、セット効果"Croc-o-Style Kit"が発動してヘッドショットを受けなくなる。

### スパイ[26]
2009年5月21日アップデートで実装
The Ambassador（アンバサダー）
装飾が施されたリボルバー。威力が15%ダウンする代わりに初弾にのみヘッドショット判定が付き、この初弾は極めて正確に飛ぶ。スナイパーライフルとは違い、距離減衰はある（ヘッドショットはクリティカルヒット自体が距離減衰無視と言う性質を別個に持つ為、これに該当しない）。撃ってしばらくは集弾率が大きく下がる為、連射には向かない。
Cloak and Dagger（クローク・アンド・ダガー）
特殊透明マント。使用した時間ではなく、使用しながら移動した距離によってゲージが消費される。ゲージの回復は時間経過によるもののみになり、落ちている武器や弾薬箱、ディスペンサーでのゲージの回復が出来なくなる。透明化中でも静止している間はゲージが回復する為、無限に隠れている事も可能（透明解除状態での回復よりもこちらの状態の方が回復が早い）。この為、長時間の潜入活動に向いている。しゃがみ歩きをした場合は走りに比べゲージの消費がゆっくりになる。万が一ゲージが完全に切れてしまった場合、身体に非常に派手なエフェクトが掛かり敵から袋叩きに遭うので、ゲージの管理は密に行う必要がある。
Dead Ringer（デッドリンガー）
特殊透明マント。任意に透明化を発動する事が出来なくなる代わりに、これを構えた状態でダメージを受けると偽の死体とキルログを出現させた上で自らは透明化して隠れる事が出来る。その際に喰らったダメージと、この透明化の間に受けるダメージは全て通常の1/10になる。解除は任意のタイミングで可能だが、ゲージが切れた場合は強制解除される。デメリットとしては任意での透明化が出来なくなる為に能動的な潜入が難しくなる（落下ダメージ等でも発動はするので完全に不可能ではないが）ので、潜入活動にはあまり向いておらず、むしろ攪乱工作に効果を発揮する（主に敵に対して「まだ倒せていないのではないか」と言う疑心暗鬼に陥らせたり、無駄な捜索に人数を割かせる効果など）。また、透明解除の際に非常に派手な音が鳴るので、とても敵に気付かれやすい。再度の発動は完全にゲージが回復していないと出来ない。拾った弾薬箱でゲージを補給できるものの、通常の透明マントの65%しかチャージされない。
2010年10月1日アップデートで実装
L'Étranger
与ダメージが-20%される代わりに、命中時に透明マントのゲージが15%回復するリボルバー。
Your Eternal Reward（ユア・エターナル・リワード）
バックスタブ成功時にその敵に即時変装出来るナイフ。倒した敵の死体は即時消滅し、声も上げない為、より高い攪乱効果が期待出来るが、能動的な変装が出来ないデメリットがある。
Familiar Fez
帽子。L’Etranger、Your Eternal Rewardと共に装備する事により、セット効果"Saharan Spy"が発動、被ダメージ時のマント点滅が0.5秒増加する代わりにマント解除時の効果音の音量が低下する。

### ソルジャー[27]
2009年12月18日アップデートで実装
The Direct Hit（ダイレクトヒット）
「直撃」の名を冠したロケットランチャー。爆発範囲が70%狭くなる代わりに推進速度が80%アップ、直撃時のダメージが25%増加し、爆発で浮き上がらせた状態で直撃させるとミニクリティカル（威力35%増加）が発生する。直撃させるエイムスキルを持たない者には全く使いこなせない、上級者向けの武器。
The Buff Banner（バフ・バナー）
戦旗。ショットガンとの交換。ダメージを与える毎にゲージが上昇し、満タンになると任意のタイミングでラッパを吹き鳴らせる。近くの味方の戦意を高揚して自分を含む周囲の味方の攻撃が一定時間ミニクリティカルになる。
The Gunboats（ガンボート）
軍靴に打ち付ける蹄。ロケットジャンプによる反動ダメージを60%軽減してくれる。ショットガンとの交換。
The Equalizer（イコライザー）
つるはし。シャベルとの交換で火事場の馬鹿力を引き出す近接武器。通常時はダメージがシャベルよりも低いが、これを構えている間のみヘルスが減少する毎に移動速度と攻撃力が上昇する、この間はメディックによる回復を受けられない。この武器で挑発をすると持っている手榴弾で自決し、当然自分は死亡するが周囲の近距離に居る敵も全て巻き込んで爆死させる事が可能。
2010年4月28日アップデートで実装
The Pain train（ペイン・トレイン）
大きな釘を打ち付けた木の棒。銃弾へのダメージ耐性が10%減少する代わりに、キャプチャーの速度がスカウトと同じ2人分になる。攻撃力はシャベルと同じ。
2010年10月1日アップデートで実装
Rocket Jumper（ロケットジャンパー）
ヘルスが半分になり、与ダメージが0になるロケットランチャー。ロケットジャンプの練習用武器。
Black Box（ブラックボックス）
マガジン内の弾薬が3に減少する代わりに、命中時ヘルスが15回復するロケットランチャー。複数の敵に当たれば当たった数だけ回復する。この効果は直撃でなくても発生する。
Battalion's Backup（バタリオンズ・バックアップ）
戦旗。ショットガンとの交換。ダメージを受ける毎にゲージが上昇し、満タンになると任意のタイミングでラッパを吹き鳴らし、一定時間近くの味方へのクリティカルヒットを防止し、ダメージを35%カットする。
Grenadier's Softcap
帽子。Black Box、Battalion's Backupと共に装備する事により、セット効果"The Tack Buster"が発動、セントリーガンからのダメージ耐性が20%上昇する。
2011年8月3日パッチ
Original (オリジナル)
ソルジャー用武器。他の武器とは異なり画面中央下部にロケットランチャーが表示される。ロケットも中央から発射される。この武器の元ネタはQuakeでありマーケットで武器を購入可能だが 2011年08月08日までにSteamでQuake 4を予約購入した人に対して、ジェニュインクオリティのものが贈られる。またQuakecon Bundleを2012年08月06日午前10時までに購入していた人にはユニーククオリティのものが贈られる。

### デモマン[29]
2009年12月18日アップデートで実装
The Scottish Resistance（スコティッシュ・レジスタンス）
撒ける数が14個に増加したスティッキーボムランチャー。撒いた爆弾はグルーピングされ、合わせた照準から近いグループの爆弾のみが爆発する。また、起爆信号を送ってから0.4秒経過しないと爆発しない。その為攻撃などで咄嗟に使うのが難しく、拠点で待ち構えてゆっくり起爆するのに適した武器と言える。この爆弾は敵デモマンのスティッキーボムを破壊する事が可能。
The Chargin' Targe（チャージン・タージュ）
バックラー。装備しているだけで炎と爆発物によるダメージを50%軽減し、セカンダリでゲージを消費して突進する事が出来、加速する毎に近接武器のみに適用される強制クリティカル効果が発生する。突進で跳ね飛ばすだけでも少量のダメージが発生するが、これを利用して近接武器を振るえば確実に大ダメージを与える事が可能。スティッキーボムランチャーとの交換なので、これを装備するとデモマンに最も期待されるユーバーチャージでのセントリーガンの破壊が極めて難しくなってしまう。
The Eyelander（アイランダー）
敵の首を刈り取る事を渇望する、呪われたブロードソード。ウイスキー瓶との交換。通常の近接武器より射程が長い。装備時最大ヘルスが25減少するが、これで敵を倒す毎に4段階まで移動速度が上昇、さらに最大ヘルスも15上昇する（上がり切った後はヘルス15回復の効果）。通常ではクリティカルは発生しないが、The Chargin' Targeと組み合わせる事で初めてクリティカルを活用する事が可能となる。
2010年4月28日アップデートで実装
The Pain train（ペイン・トレイン）
ソルジャーのものと同一。
2010年5月21日アップデートで実装
Scotsman's Skullcutter（スコッツマンズ・スカルカッター）
ウイスキー瓶より20%攻撃力が上昇するが、移動速度が15%低下する戦斧。
2010年10月28アップデートで実装
Sticky Jumper（スティッキージャンパー）
ヘルスが半分になり、与ダメージが0になるスティッキーボムランチャー。スティッキージャンプの練習用武器。

### エンジニア[30]
2010年7月9日アップデートで実装
Frontier Justice（フロンティア・ジャスティス）
装弾数が半分になり、ランダムでクリティカルが発生しなくなる代わりにセントリーガンが破壊された時にそのセントリーガンで敵を殺した数（キル：x2 アシスト:x1）だけのリベンジクリティカルが最大35発分まで得られ、その数の分だけ確定でクリティカルが出るショットガン。リベンジクリティカルは累積して保持出来るが、死亡した場合は全て失う。
The Wrangler（ラングラー）
セントリーガンを自分で操作出来るようになるリモートコントローラー。ピストルとの交換。使用中はダメージを66%カットするバリアを張り、弾の発射レートも2倍になる。操作をやめた場合、そのセントリーガンはバリアを張りつつ3秒間非稼働になる。その後、通常のモードに移行する。
The Gunslinger（ガンスリンガー）
ロボットアーム。レンチとの交換。ヘルスが25上昇し、ランダムでクリティカルが発生しなくなる代わりに連続でパンチを叩き込むと3発目が必ずクリティカルになる。また、設置出来るセントリーガンが「コンバットミニセントリーガン（設置速度4倍、コスト100、アップグレード不可）」になる。
The Southern Hospitality（サウザン・ホスピタリティ）
医療用のレンチ。ランダムでクリティカルが発生しなくなる代わりに、5秒間出血による持続性ダメージ（Tribalman's Shivの出血効果と同一）を与える事が出来る。装備中は炎により受けるダメージが20%増加する。

2010年12月17日パッチ　クリスマス　アップデートで実装

Jag (ジャグ)
レンチ。通常のレンチとは異なりレンチの振るスピードが早い。

2012年12月20日パッチ　メカアップデートで実装
Rescue Ranger (レスキューレンジャー)
医療用ショットガン。殺傷力はあまりなく戦闘には不向き。遠距離からメタルを消費してセントリーガン、ディスペンサー、テレポーターの体力を回復できる。100メダル消費して遠距離から取り寄せることができて建造物を担ぐ事ができる。